# Johann Höllerer
Johann Höllerer (* 2. November 1898 in Reichenbach; † 31. Januar 1973 ebenda) war ein deutscher Politiker (BP, CSU).

## Leben
Höllerer besuchte die Volks- und Fortbildungsschule und arbeitete bis zum 25. Lebensjahr als Grubenarbeiter und Hauer bei der Maxhütte. Danach hatte er Arbeit auf dem väterlichen Bauernhof, welchen er später übernahm. Er heiratete 1930 und wurde 1933 Gemeinderat in Steinamwasser. Zum 1. Mai 1935 trat er der NSDAP bei (Mitgliedsnummer 3.644.302). Seine Heimat wurde nach dem Zusammenbruch zur Gemeinde Degelsdorf umgemeindet und er wurde dort Ortsobmann des Bayerischen Bauernverbandes sowie der 2. Bürgermeister. Zudem war er als ehrenamtlicher Beisitzer des Bauerngerichtes und Pachtschutzamtes aktiv. Des Weiteren war er Mitglied des Jagdbeirates im Landkreis und Hauptschöffe des Schwurgerichts in Amberg.
Höllerer war vom 27. November 1950 bis zum 3. Dezember 1958 für den Wahlkreis Oberpfalz und Stimmkreis Neustadt an der Waldnaab Mitglied des Bayerischen Landtages. Zunächst war er von 1950 bis 1953 Mitglied der Bayernpartei-Fraktion sowie von 1953 bis 1958 Mitglied der CSU-Fraktion. Im Landtag war er Mitglied des Ausschusses für Eingaben und Beschwerden, des Ausschusses für Grenzlandfragen, des Ausschusses für Sozialpolitische Angelegenheiten, des Ausschusses für die Geschäftsordnung und Mitglied des Gefängnisbeirats der Strafanstalt Amberg.